# Brusen Point
Der Brusen Point (englisch; bulgarisch нос Брусен nos Brusen) ist eine 200 lange, schmale und felsige Landspitze, die den nördlichen Ausläufer von Greenwich Island im Archipel der Südlichen Shetlandinseln bildet. Sie liegt 0,99 km westlich des Agüedo Point, 4,55 km östlich des Aprilov Point und 1,02 km südwestlich von Dee Island.
Britische Wissenschaftler kartierten sie 1968, chilenische 1971, argentinische 1980 und bulgarische in den Jahren 2005 und 2009. Die bulgarische Kommission für Antarktische Geographische Namen benannte sie 2010 nach Ortschaften im Nordwesten und Westen Bulgariens.